# Distrito de Mikata (Fukui)
El distrito de Mikata (三方郡 Mikata-gun?) es un distrito localizado en la prefectura de Fukui, Japón. En octubre de 2019 tenía una población estimada de 9.230 habitantes y una densidad de población de 60,6 personas por km². Su área total es de 152,35 km².

## Localidades
- Mihama